# Philodromus caspius
Philodromus caspius là một loài nhện trong họ Philodromidae.
Loài này thuộc chi Philodromus. Philodromus caspius được A. V. Ponomarev miêu tả năm 2008.